# Gönczi-Gebhardt Tibor
Gönczi-Gebhardt Tibor (Budapest, 1902. április 13. – Budapest, 1994. november 20.) Munkácsy Mihály-díjas alkalmazott grafikus.

## Életpályája
Az Országos Magyar Királyi Iparművészeti Iskolában tanult 1918 és 1922 között. Mesterei Helbing Ferenc és Haranghy Jenő voltak. 1952-ben Munkácsy Mihály-díjjal tüntették ki.
Hamar alkalmazták tervezőgrafikusként (Vasárnap, Érdekes Újság, Képes Családi Lap és a KÉVE kiadványainak rajzolója), plakát-, hirdetés-, étlap-, címke-, embléma-, és bélyegtervező volt. Sokat foglalkozott mezőgazdasági témájú grafikákkal. 1930-tól a Klösz György és Fia Grafikai Rt. grafikusa volt, majd ennek jogutódjánál, az Offset Nyomdánál (ma Offset és Játékkártyagyár Zrt.) dolgozott 1962-ig. 1945 után a politikai, mezőgazdasági és kereskedelmi témájú tervezőgrafika mellett kisgrafikával is foglalkozott, ex libriseket alkotott, bélyegeket, stb. tervezett és továbbra is illusztrált lapokat, köteteket. Számos csoportos plakátkiállításon szerepelt munkáival. Népi típusokat teremtett, népművészeti motívumokat és népviseleteket használt ábrázolásaiban anélkül, hogy beleesett volna a hamis népieskedés hibájába. Az art déco dekoratív stilizálása is hatott rá.

## Emlékezete
Életmű-kiállítását a Moholy-Nagy Művészeti Egyetem végzős hallgatói rendezték meg 2006-ban a MOME Ponton Galériájában. 

## Kiállításai (válogatás)[6]

### Egyéni
- 1976 • Helikon Galéria, Budapest
- 1995 • Magyar Mezőgazdasági Múzeum, Budapest (emlékkiállítás katalógussal)
- 1997 • Forgács Művészeti Antikvárium, Budapest.
- 2006 • MOME, Ponton Galéria,  életmű-kiállítás

## Csoportos plakátkiállítások
- 1948 • Nemzeti Szalon, Budapest
- 1953 • Ernst Múzeum, Budapest
- 1956, 1958 • Nemzeti Szalon, Budapest
- 1961, 1966 • Műcsarnok, Budapest
- 1953 • Békeplakát és ötéves terv grafikai kiállítás, Műcsarnok, Budapest
- 1960 • Magyar Plakát-Történeti Kiállítás 1885-1960, Műcsarnok, Budapest
- 1973 • 100 politikai plakát, Szépművészeti Múzeum, Budapest
- 1975 • Nemzetközi antifasiszta plakátkiállítás, Magyar Nemzeti Galéria, Budapest
- 1976 • Történelmi sorsfordulók a falragaszokon és plakátokon, Magyar Nemzeti Galéria, Budapest
- 1986 • 100+1 éves a magyar plakát, Műcsarnok, Budapest
- 1995 • Plakát Parnasszus I., Szent Korona Galéria, Székesfehérvár.

## Művei közgyűjteményekben
- Országos Széchényi Könyvtár, Budapest
- Magyar Nemzeti Galéria, Budapest
- MAHIR Archívum, Budapest